# Skånska Yllefabriken

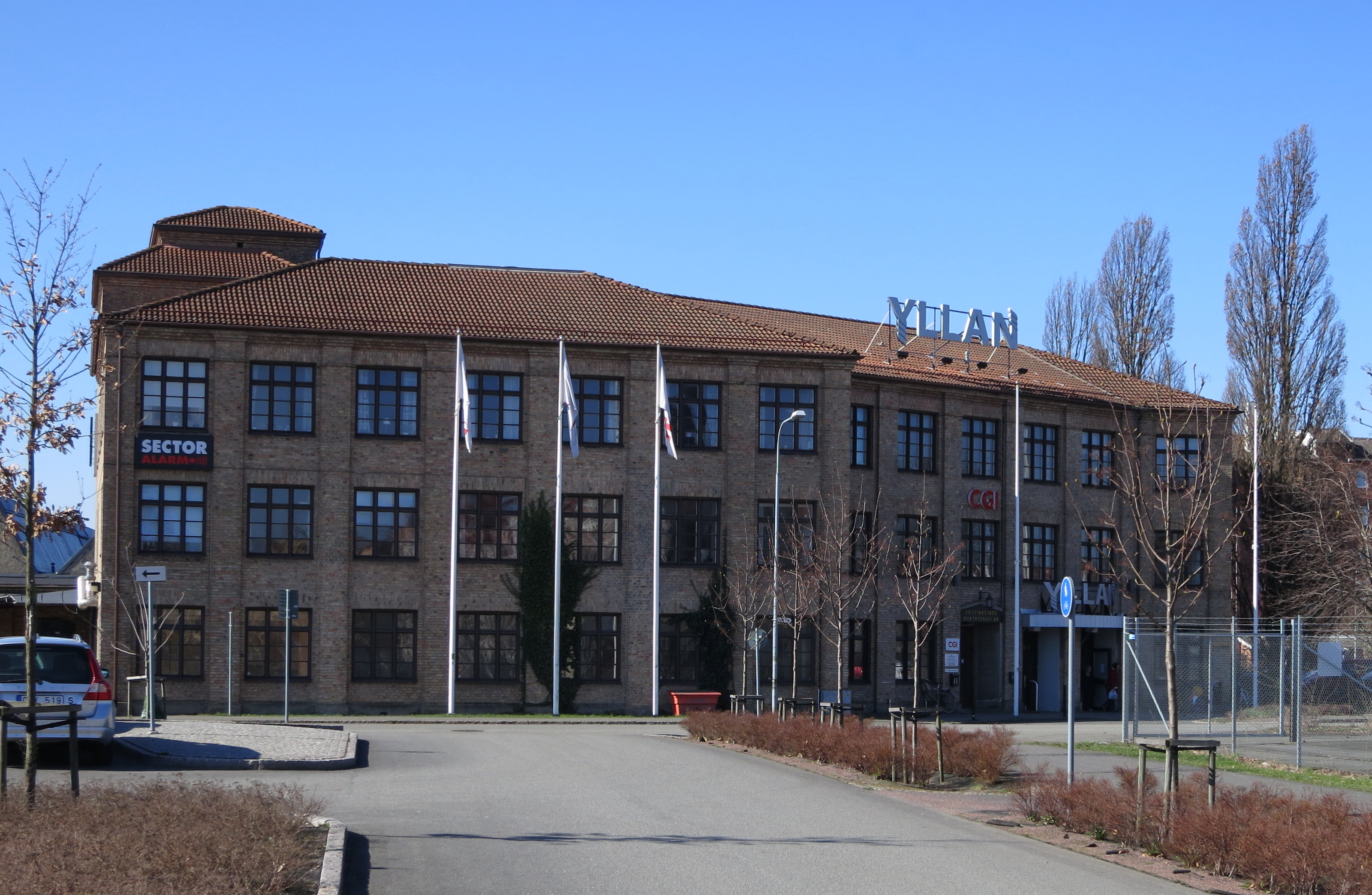
Yllan 2014

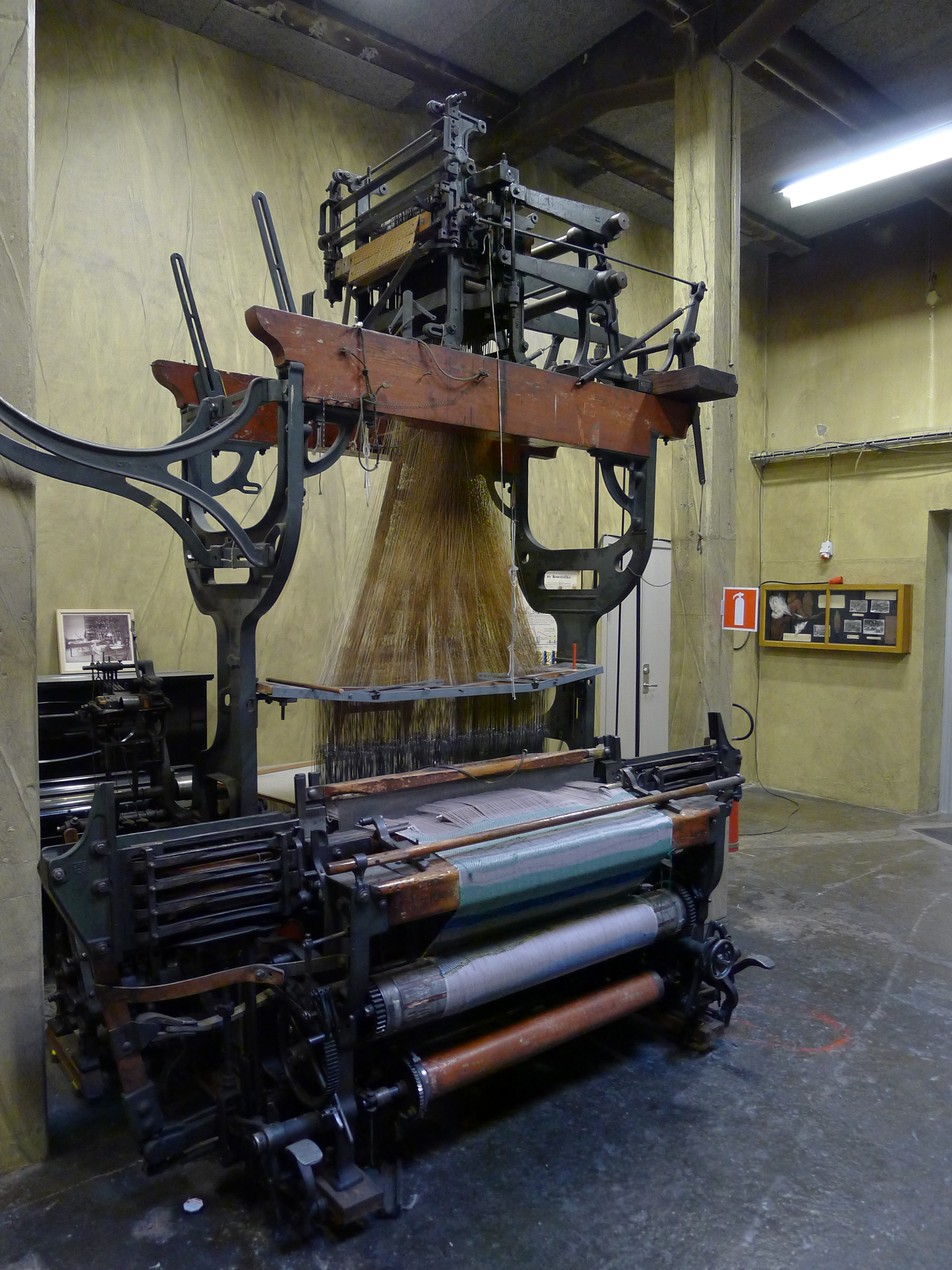
Vävstol i Skånska Yllefabrikens fd lokaler.

Skånska Yllefabriken AB, i folkmun kallat Yllan, var ett svenskt textilföretag beläget i Kristianstad. Företaget grundades 1898 och produktionen startade 1900. Under andra världskriget gick företaget bra på grund av varubristen med höga priser som följd. De hävdade sig väl i konkurrensen fram till 1950-talets textilkris och i mars 1959 likviderades företaget. Företaget räddades av kommunen som köpte lokalerna och hyrde ut dem till företaget. Driften fortsatte fram till 1987 då den sista maskinen stannade för gott.
Yllan var en stor arbetsplats där främst kvinnor jobbade på med ackord. På fabriksgolvet var det väldigt hög bullernivå, så hög att man inte kunde prata med varandra och ingen erbjöds öronskydd. 
I folkmun var fabriken känd som "Yllan". Den ligger i stadsdelen Söder i Kristianstad. Fabriken var under sin tid en stor kvinnoarbetsplats. Numera är den gamla fabriken till stora delar konferenslokal.